# Reika Kakiiwa
Reika Kakiiwa,  (japanska: 垣岩 令佳?), född den 19 juli 1989 i Kami-Amakusa, Japan, är en japansk badmintonspelare. Vid badmintonturneringen i dubbel under OS 2012 i London deltog hon för Japan tillsammans med Mizuki Fujii och tog silver.